# Findel (Rennstrecke)
Bei der Rennstrecke Findel handelt es sich um eine ehemalige Motorsport-Rennstrecke in der Ortschaft Findel in der Gemeinde Sandweiler in Luxemburg. Auf dem temporären Straßenkurs wurden zwischen Ende der 1930er- und Anfang der 1950er-Jahre mehrfach Rennveranstaltungen wie der Große Preis von Luxemburg ausgetragen. Die heute noch existierende Route grenzt an den Flughafen Luxemburg-Findel. 

## Streckenbeschreibung

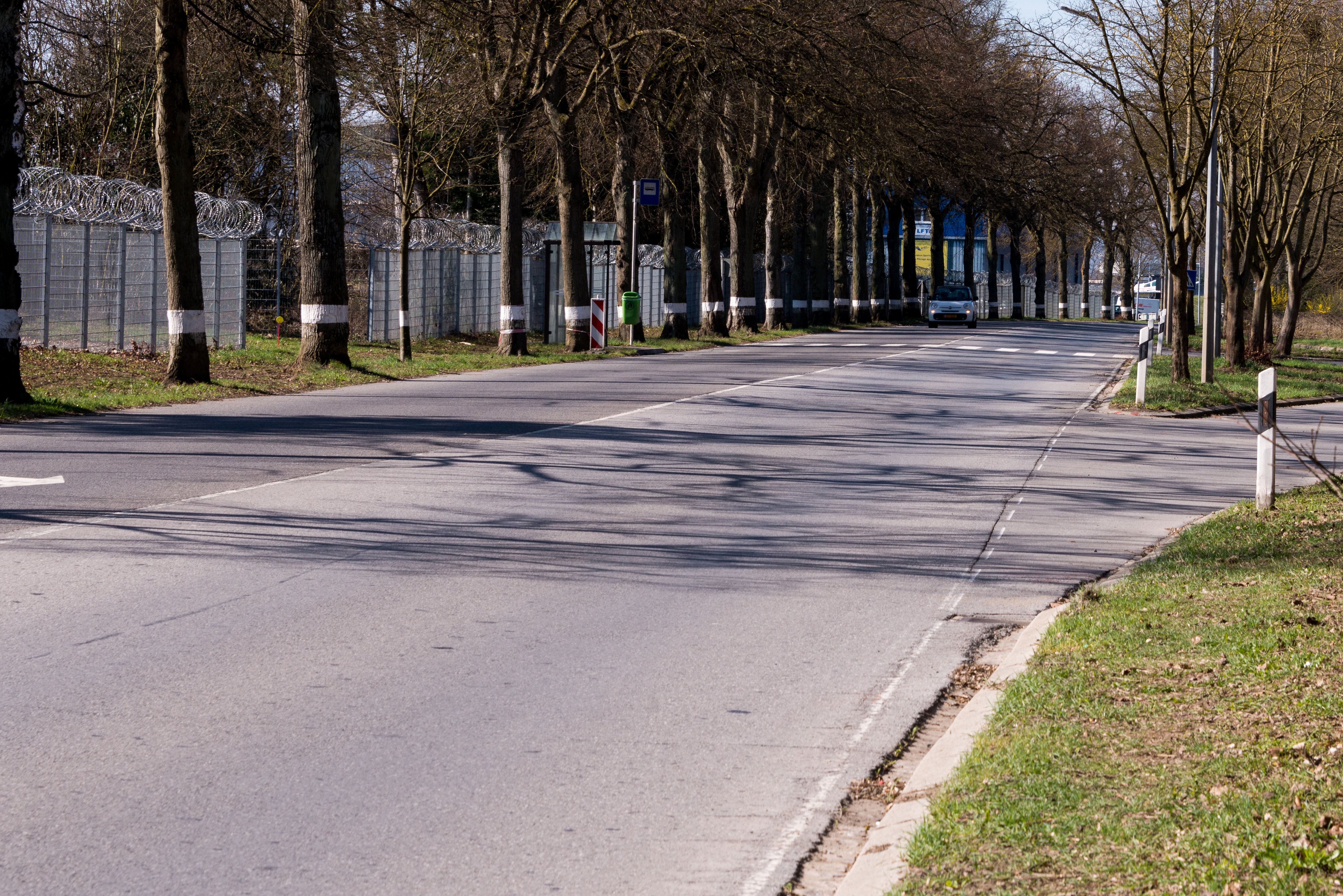
Streckenabschnitt der ehemaligen Rennstrecke auf der N1A (heutiger Zustand)

Ausgehend vom Startbereich der auf der heutigen N1A / Rue de Trèves in etwa auf Höhe des heutigen Luxembourg-Air-Rescue-Gebäudes am Flughafen lag, führte der damalige Dreieckskurs im Uhrzeigersinn südwestlich bis zur Einmündung der heutigen N1C / Rue de Neudorf. Der N1C folgend befuhr man die Strecke bis zum Straßenende, um dort nach rechts in östlicher Richtung auf der N1 durch den heutigen Wald hindurch wieder bis zur N1A zurückzufahren. Dort befand sich eine Haarnadelkurve die zurück zum Start-Ziel-Bereich führte.

## Geschichte
Die Rennstrecke in Findel war bereits Ende der 1930er-Jahre in Benutzung. Am 4. Juni 1939 fand auf dem Kurs ein Grand Prix du Centenaire genanntes Sportwagenrennen statt, das 10 Teilnehmer über 60 Runden und 225,8 km Distanz austrugen und das von Le-Mans-Sieger Jean-Pierre Wimille auf einem Bugatti T57 S45 gewonnen wurde.
Nach dem Zweiten Weltkrieg wurde von 1949 bis 1952 jeweils am Himmelfahrtstag der Grand-Prix de Luxembourg auto et moto durchgeführt. Bei der letzten Veranstaltung wurden 25.000 Zuschauer bei der kombinierten Auto- und Motorrad-Rennveranstaltung gezählt.
Beim im Rahmen dieser Veranstaltung ausgetragenen Großen Preis von Luxemburg 1949 und 1950 waren es jeweils Ferrari-166-Modelle, die mit Luigi Villoresi bzw. Alberto Ascari den Sieg bei den Automobilrennen erringen konnten. Auch dort waren die Starterzahlen mit 9 bzw. 12 Teilnehmern eher moderat. 1951 und 1952 gewann jeweils ein Cooper den als Formel-3-Rennen ausgetragenen Top-Lauf des Wochenendes.
Nach 1952 konnte die Strecke nicht mehr für Veranstaltung genutzt werden, da die Start-Ziel-Gerade als Zufahrtsstraße des Flughafens Findel wegen dessen wachsender Bedeutung nicht mehr gesperrt werden konnte.